# 10300 Tanakadate
A 10300 Tanakadate (ideiglenes jelöléssel 1989 EG1) a Naprendszer kisbolygóövében található aszteroida. T. Seki fedezte fel 1989. március 6-án.